# Pierre-Yves André
Pierre-Yves André (ur. 14 maja 1974 w Lannion) – francuski piłkarz grający jako napastnik. W 2003 roku na sześć miesięcy został wypożyczony do angielskiego klubu Bolton Wanderers i pomógł uchronić drużynę przed spadkiem.